# Brabirodes
Brabirodes är ett släkte av fjärilar. Brabirodes ingår i familjen mätare.
Kladogram enligt Catalogue of Life:
| Brabirodes | \| \| Brabirodes cerevia \| \| \| \| \| \| Brabirodes orthesia \| \| \| \| \| \| Brabirodes peruviana \| \| \| \| |
|            | \| \| Brabirodes cerevia \| \| \| \| \| \| Brabirodes orthesia \| \| \| \| \| \| Brabirodes peruviana \| \| \| \| |
|            | Brabirodes cerevia                                                                                                |
|            | |
|            | Brabirodes orthesia                                                                                               |
|            | |
|            | Brabirodes peruviana                                                                                              |
|            | |